# Gare centrale de Trieste
La gare centrale de Trieste (en italien : Stazione di Trieste Centrale) est la principale gare de Trieste située au nord de la ville. Terminus des lignes en provenance de Venise, Udine, et Vienne, elle est également reliée par une ligne circulaire urbaine à la gare de Trieste Campo Marzio.

## Histoire
La gare est inaugurée le 27 juillet 1857, en présence de l'empereur François-Joseph Ier d'Autriche, lors de l'ouverture de la ligne conçue par l'ingénieur Carlo Ghega pour relier Trieste à Vienne, alors deux des trois plus importantes villes de l'Empire austro-hongrois.

## Représentations artistiques
La gare est utilisée pour le tournage de nombreuses scènes du film Le Stade de Wimbledon (2002) de Mathieu Amalric adapté du roman homonyme de Daniele Del Giudice.